# Niesky
Niesky är en stad (Kleinstadt) i Landkreis Görlitz i förbundslandet Sachsen i Tyskland. Staden har cirka 9 000 invånare.